# Järnvägsolyckan i Holmsveden
Järnvägsolyckan i Holmsveden avser två olika olyckor med dödlig utgång 1917 respektive 1966. Holmsveden ligger längs Norra stambanan mellan Ockelbo och Bollnäs.

## 1917 års olycka
Den 26 februari 1917 körde snälltåg 3048 in i ett vattentorn av tegel på grund av att en växel lagts fel och tåget därför gick in på ett stickspår. 11 personer omkom och 40 skadades. Tågets passagerare var ryska krigsinvalider, vilka var på väg norrut.

## 1966 års olycka
Den 25 april 1966 kolliderade motorvagnståg 5106 (rälsbuss) med en så kallad vagnuttagning (ellok och revisionsvagn av trä), på linjen Holmsveden - Kilafors, strax norr om Holmsvedens station. Vid olyckan dödades sex personer och 12 skadades. Vagnuttagningen var, efter kontaktledningsarbete, på väg till Holmsveden. Olycksorsak var att rälsbusståget genom ett missförstånd avsändes från Holmsveden innan vagnuttagningen lämnat linjen.  

### Händelseförlopp
Rälsbussen (motorvagnståget), som trafikerade linjen Krylbo - Ånge, skulle ha mött reparationståget på Holmsvedens station, men rälsbusståget körde i väg norrut från Holmsveden medan reparationståget fortfarande befann sig ute på linjen. Rälsbusståget hade cirka 40 passagerare och lämnade Holmsvedens station vid ordinarie avgångstid, klockan 14.20. Norr om stationen hade Norra stambanan en svag kurva med skymd sikt. Cirka 1,5 kilometer norr om stationen mötte rälsbusståget reparationståget. Rälsbusståget hade då kommit upp i full hastighet (90 km/h). Reparationståget gick söderut i hastigheten 40 km/h.
Rälsbussföraren upptäckte det mötande tåget på cirka 150 meters avstånd och slog då till bromsarna och rusade tillsammans med konduktören in i bakre vagnen och ropade åt passagerarna att ta skydd. Vid själva kollisionen "klättrade" reparationstågets trävagn upp på rälsbusstågets stålvagn varvid halva främre rälsbussvagnen trycktes ihop och sex kvinnor, som satt där, klämdes till döds. Ytterligare tolv personer skadades, dock inte allvarligt.